# ビュルクシュタット
ビュルクシュタット (ドイツ語: Bürgstadt) はドイツ連邦共和国バイエルン州ミルテンベルク郡に属す市場町で、エルフタール行政共同体の一員である。

## 地理

### 位置
ビュルクシュタットはエルフ川がマイン川に注ぐ河口に位置し、郡庁所在地のミルテンベルクと一体化している。この町はオーデンヴァルトの北端、バイエルンとバーデンの境界に位置している。

### 自治体の構成
この町は、公式にはビュルクシュタット集落単独で構成されている。。

## 歴史
ビュルクシュタットは、1181年に文献に記録されている。前史時代にはビュルクシュタッター山は入植地があり（現在は森になっている）、環状壁で護られていた。18世紀までビュルクシュタットはツェントの伯（ツェントは十分の一税の徴収区を基本とする地方行政区分）の所在地であったが、中世後期にはすでに重心は戦略的に有利な地にあり城に護られた隣接するミルテンベルクに移った。ローマ時代のミルテンベルク＝オスト城はその一部がビュルクシュタット町内にかかる。

## 行政

### 町議会
ビュルクシュタットの町議会は17議席からなる。

## 文化と見所

### 博物館
かつてのビュルクシュタットの中央水車小屋にある博物館は、ビュルクシュタットのワイン造りと砂岩の切り出しおよび加工に重点を置いている。さらにタバコ栽培、町の歴史、この町で生まれた作曲家ヨハン・ミヒャエル・ブロイニヒ（1699年 - 1755年）の生涯も紹介している。2002年以降は古代地方史にローマ部門が設けられた。ビュルクシュタットの故郷を逐われた人々の歴史には、特別なスペースが与えられている。特別展示は半年ごとに入れ替えられる。

### 建築

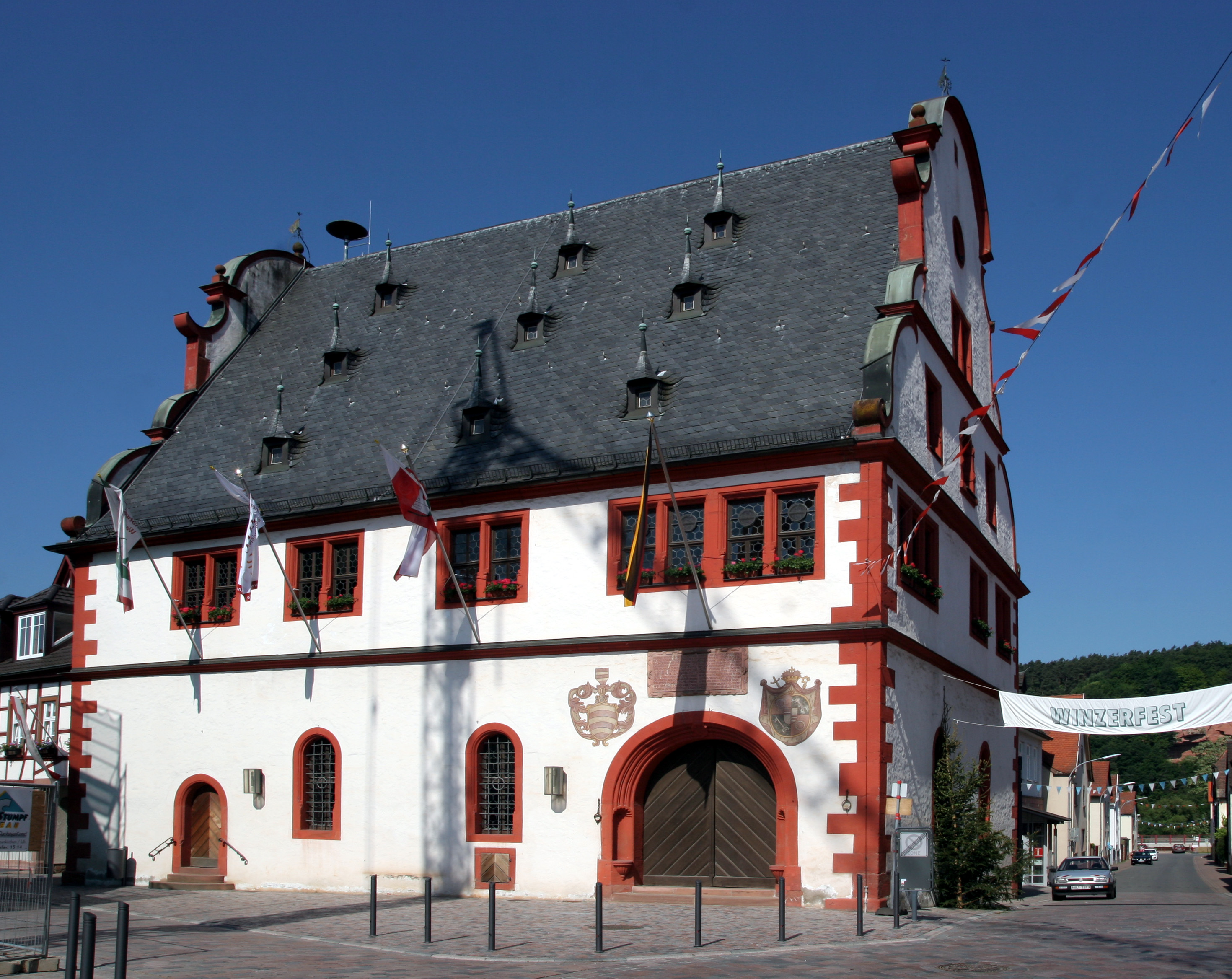
旧町役場

見所は、聖書図解を有するマルティン礼拝堂（950年頃建造）、旧教区教会（1300年頃建造）、旧町役場（1590年頃建造）、17世紀に建造されたツェント伯礼拝堂の遺構などである。2000年5月に、町民センターに改造された中央水車小屋が一般開放された。

### 年中行事
毎年、キリスト被昇天祭の時期にワイン製造者祭が開催される。5年ごと（最後に行われたのは2005年1月30日）に謝肉祭のパレードが開催される。7月の第1週末にはいつも町のサッカークラブが「ツェントグラーフェン・カップ」と呼ばれるトーナメントが開催される。このトーナメントは町の歴史にちなんだ名を冠している。毎年7月の第2週末には、シュトラーセン・ホーフフェストが開催され多くのサークルが参加する。

### 名物料理
ビュルクシュタッター・ツェントグラーフェンベルクでは赤ワインが造られており、ビュルクシュタットの重要な産品となっている。なかでもブンテル砂岩の土壌に育つシュペートブルグンダーとフリューブルグンダーは大変に優れた赤ワインに熟成する。この町の最も有名なワイン製造者はパウル・フュルストで、ゴー・ミヨ・ワイン・ガイドの2003年のワイン製造業者に選ばれた。この町のワイン製造業者は、ほぼ一貫して2週間ごとに様々な種類のブドウから自家醸造したワインを市場に供給している。
ビュルクシュタットは1990年からフランケン赤ワイン街道に面している。

## 経済と社会資本
ブドウ栽培はビュルクシュタットで重要な役割を担っている。約60 ha のブドウ畑を有するこの町はウンターフランケン最大のブドウ生産自治体である。ビュルクシュタットの赤ワインについては、1612年に初めて記録されている。

## 公共機関

### レクリエーション、スポーツ施設
ビュルクシュタットには、ウォータスライダーを備えた温水レクリエーション・プール、運動場、テニスコート、スカッシュコートを有する屋内テニス場、遊園地がある。マイン渓谷の両方面への自転車道が整備されている。また、マイン川沿い、エルフ川沿い、ワイン山や森の中への遊歩道も多くある。

## 人物

### 出身者
- ヨハン・ミヒャエル・ブロイニヒ（1699年 - 1755年）バロック音楽の作曲家
- マリア・バハマン（1964年 - ）女優、詩人、演出家

## 引用
1. ↑  https://www.statistikdaten.bayern.de/genesis/online?operation=result&code=12411-003r&leerzeilen=false&language=de Genesis-Online-Datenbank des Bayerischen Landesamtes für Statistik Tabelle 12411-003r Fortschreibung des Bevölkerungsstandes: Gemeinden, Stichtag (Einwohnerzahlen auf Grundlage des Zensus 2011)
2. ↑  Bayerische Landesbibliothek Online